# بنزا (اورگن)
بنزا (به انگلیسی: Bonanza) شهری در شهرستان بیکر ایالت اورگن است و در سرشماری سال ۲۰۱۱ میلادی، ۴۴۰ نفر جمعیت داشته که نسبت به سال ۲۰۱۰، ۱۲٫۰۵ درصد رشد جمعیت داشته‌است.